# Bataille de Fraga
Conquête almoravide et Reconquista
Batailles
- Covadonga (722)
- Burbia (791)
- Lutos (794)
- Barcelone  (801)
- Clavijo (844)
- San Esteban de Gormaz  (917)
- Simancas (939)
- Barcelone (985)
- Torà (1006)
- Barbastro (1064)
- Sagrajas (1086)
- Alcoraz (1096)
- Bairén (1097)
- Consuegra (1097)
- Uclès (1108)
- Croisade norvégienne (1108-1109)
- Valtierra (1110)
- Congost de Martorell (1114)
- Cutanda (1120)
- Fraga (1134)
- Oreja (1139)
- Ourique (1139)
- Coria  (1142)
- Santarém  (1147)
- Lisbonne  (1147)
- Santarém  (1184)
- Alarcos (1195)
- Al-Damus  (1210)
- Las Navas de Tolosa (1212)
- Majorque  (1229)
- Jerez (1231)
- Puig de Cebolla (1237)
- Séville (1247-1248)
- Salé (1260)
- Révolte mudéjar  (1264-1266)
- Écija (1275)
- Algésiras  (1278-1279)
- Moclín  (1280)
- Gibraltar  (1309)
- Gibraltar  (1315)
- Gibraltar  (1333)
- Tarifa / Río Salado (1340)
- Algésiras  (1342-1344)
- Gibraltar  (1349-1350)
- Gibraltar  (1411)
- Ceuta (1415)
- La Higueruela (1431)
- Campagne de Grenade (1482-1492) : Lucena - Grenade

La bataille de Fraga est une victoire écrasante des Almoravides remportée le 17 juillet 1134 près de Fraga sur l'armée chrétienne dirigée par Alphonse Ier le Batailleur, roi d’Aragon.

## Histoire
Après plusieurs succès remportés sur les Almoravides, le roi Alphonse le Batailleur mena un long siège devant la localité de Fraga, mais ses habitants résistèrent et demandèrent l'aide des Almoravides qui vinrent et battirent les forces aragonaises.
Cette victoire est la dernière remportée par les Almoravides dans la péninsule Ibérique.

## Conséquences
La bataille de Fraga entraîne l'interruption temporaire des efforts aragonais dans la Reconquista.
Les forces chrétiennes y subissent de lourdes pertes, incluant la mort de seigneurs occitans comme Aymeri II de Narbonne et Centulle VI de Béarn. L'évêque de Lescar Guy de Lons est fait prisonnier.
Alphonse Ier lui-même, peut-être grièvement blessé lors de la bataille, meurt peu après, le 7 septembre 1134.